# 스노우슈
스노우슈(영어: Snowshoe)는 1960년대 미국에서 생산된 고양이 품종이다. 스노우슈는 샴 사육사의 고양이가 흰 발을 가진 세 마리의 고양이를 낳았을 때 필라델피아에서 처음 생산되었다. 사육자인 도로시 힌즈-다허티는 이후 "실버 레이스"라고 불리는 번식 프로그램을 시작하여 샴 고양이와 2색 아메리칸 쇼트헤어 고양이와 다른 품종을 교배시켰다. 스노우슈는 정확한 털의 문양을 재현하기 어렵기 때문에 희귀하다. 이 문양 색상에 대한 열성 유전자와 함께 우세하지만 다양하게 발현되는 피에발드 패턴 유전자를 기반으로 하기 때문에 자손의 모습을 예측하기 어렵다.

## 역사

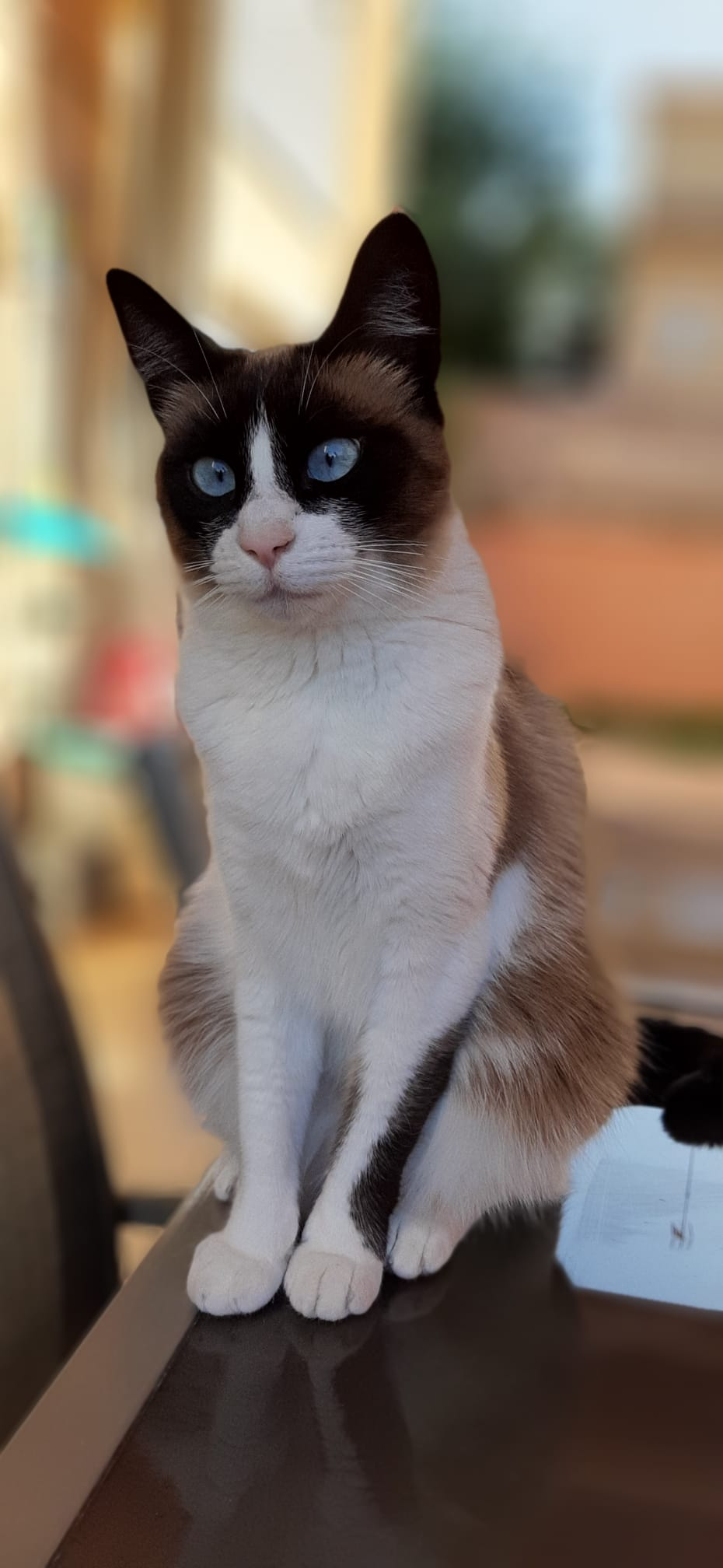
암컷 스노우슈

1960년대, 샴 고양이 사육사 도로시 힌즈-다거티가 소유한 고양이는 펜실베이니아주 필라델피아에서 샴 고양이 한 마리를 낳았다. 고양이들 중 세 마리는 하얀 점과 발로 구성된 독특한 무늬를 가지고 있었다. 두 가지 색깔의 아메리칸 쇼트헤어와 함께 샴을 사용하여 그들과 같은 고양이를 기르기 시작했다. 이 고양이들의 자손들은 샴의 특징은 적었지만, 샴 고양이들에게 자손을 번식시킴으로써 원하는 외모가 완성되었다. 힌즈다허티는 흰 발 때문에 이 품종을 "스노우슈"라고 이름 지었다. 힌즈다거티는 지역 고양이 쇼에서 스노우슈를 홍보했지만 당시에는 인정받지 못했다. 힌즈다허티는 결국 스노우슈 사육 프로그램을 포기했고, 이를 비키올랜더가 맡았다.
올랜더는 스노우슈의 첫 번째 품종 표준을 작성했고, 1974년 미국 고양이 협회(ACA)의 스노우슈의 실험 품종 지위를 얻는 데 성공했다. 그러나 1977년까지 올랜더는 미국에서 스노우슈의 마지막 사육자가 되었다. 이 종을 살아남기 위해 고군분투한 후, 올랜더는 이 품종에 관심이 있는 짐 호프만과 조지아 쿠넬로부터 연락을 받았다. 올랜더, 호프만, 쿠넬에 합류한 다른 사육사들은 1983년 CFF로부터 챔피언 지위를 얻었다. 1989년 올랜더는 약혼자가 고양이 알레르기가 있어 프로그램을 떠났다. 하지만, 1990년 미국 고양이 애호가 협회에서 챔피언 지위를 얻었고, 1993년 국제 고양이 협회에서 인정을 받았다. 현재, 사육자들은 고양이 사육 협회와 함께 받아들여지기 위해 일하지만, 협회의 요구에 필요한 고양이와 사육자의 부족으로 어려움을 겪고 있다.

## 품종 설명

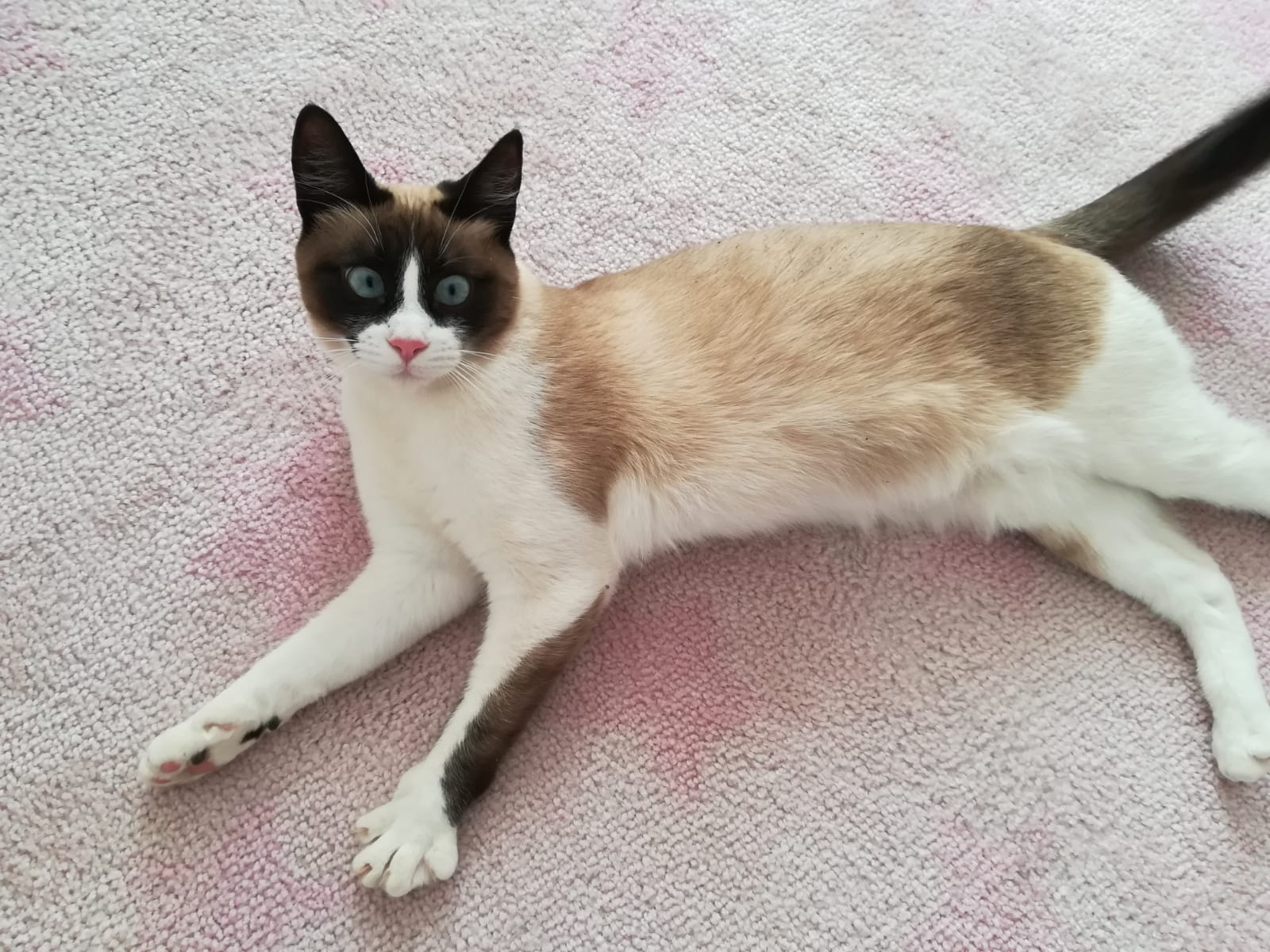
출생 7개월 후 암컷 새끼 스노우슈

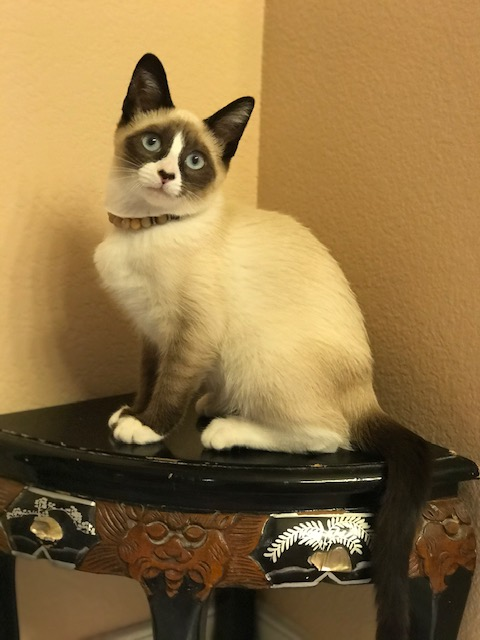
출생 4개월 후 스노우슈의 모습

### 해부학
귀 크기는 중간 크기 이상으로 다양하며, 끝이 약간 둥글다. 머리는 삼각형 주로 모양이지만 전통적인 고양이 모양의 사과 머리 모양일 수도 있다. 짧은 털은 어두운 무늬와 흰 무늬로 이루어져 있다. 귀, 꼬리, 얼굴 및 다리는 검은색 바탕의 단색이다. 몸은 고른 색상으로 등, 어깨, 엉덩이에 은은한 색조를 띠며, 가슴과 배 근처에는 밝은 색조를 띤다. 발바닥은 흰색, 주요 색상, 살구색 또는 얼룩덜룩할 수 있다. 그들의 색깔은 나이가 들면서 갈색이 늘어나며 어두워진다. 순종의 경우 눈은 항상 파란색이다. 꼬리는 중간 크기이다.

### 털
고양이 협회에서 인정하는 털 색상은, 몸 색깔은 옅고 귀, 얼굴, 다리, 꼬리는 짙은 색을 띤다. 미국 고양이 애호가 협회는 파랑, 검정, 초콜릿, 빨강, 크림, 계피, 황갈색 점의 색을 인정한다. 또한, FIF는 거북이 껍질, 탭비, 거북이 껍질-탭비 코트 패턴의 색상을 인정한다. 국제 고양이 협회는 대부분의 색을 인정한다. 각각의 스노우슈는 특유의 패턴을 가지고 있다.
스노우슈의 털은 중간에서 짧은 길이여야 하며, 눈에 띄는 잔털이 없이 밝고 매끄러워야 한다. 스노우슈의 털은 계절의 변화를 겪으며 많은 손질이 필요하지 않다.

### 성격
스노우슈는 일반적으로 정이 많고, 순하다. 그들은 사람들과 어울리고 관심을 받는 것을 즐기며, 어린이와 다른 애완동물들과도 잘 어울린다. 스노우슈는 매우 사교적이고 유순하며, 주인에 대한 큰 헌신과 사랑을 보여준다. 결과적으로, 이 품종은 오랜 시간 동안 혼자 있는 것을 싫어하고 다른 고양이 동반자가 있다면 일하는 시간에 더 잘 대처할 수 있다. 스노우슈는 샴처럼 야옹거리는 소리가 크지 않지만, 자신과 그들의 불만을 목소리로 표현할 수 있다. 스노우슈가 걱정스러운 표정을 짓는 것은 드문 일이 아니며, 그들은 일반적으로 대부분의 시간 동안 그들의 얼굴에 걱정되거나 걱정스러운 표정을 짓는다. 고양이들은 또한 영리하다고 알려져 있다. 그들은 다양한 종류의 문을 여는 법을 배울 수 있고, 특히 가져오기 기술을 배울 수 있다. 스노우슈는 물, 특히 흐르는 물을 즐기며 때때로 수영을 하기도 한다. 매우 활동적이긴 하지만 안절부절못하거나 쉽게 동요하지 않으며 높은 곳에 앉는 것을 좋아한다.